# Eriocaulon chinorossicum
Eriocaulon chinorossicum är en gräsväxtart som beskrevs av Vladimir Leontjevitj Komarov. Eriocaulon chinorossicum ingår i släktet Eriocaulon och familjen Eriocaulaceae. Inga underarter finns listade i Catalogue of Life.